# Tulilind
Firebird (em estoniano:  Tulilind)(bra: Segredos de Guerra) é um filme de drama de guerra romântico LGBT de 2021 dirigido, co-escrito e co-produzido por Peeter Rebane (em sua estreia na direção), baseado na história verídica das memórias de Sergey Fetisov, The Story of Roman. A história do filme ocorre no período da Guerra Fria, numa base aérea soviética na Estónia.
Firebird teve a sua estreia mundial no festival BFI Flare em março de 2021. O filme também foi exibido no 45º Frameline: Festival Internacional de Cinema LGBTQ+ de São Francisco em 27 de junho de 2021, onde ganhou uma menção honrosa de Melhor Primeiro Longa-Metragem

## Enredo
No pico da Guerra Fria, um triângulo amoroso entre um oficial subalterno, a sua melhor amiga e um belo piloto de caça entra num território perigoso.

## Elenco
- Tom Prior - Sergey[9]
- Nicholas Woodeson - Coronel Kuznetsov[9]
- Oleg Zagorodnii - Roman[9]
- Diana Pozharskaya - Luisa[9]
- Jake Henderson - Volodja[9]

## Lançamento
No Brasil, foi lançado noa cinemas pela Synapse Distribution em 9 de janeiro de 2023.

## Recepção
No agregador de críticas Rotten Tomatoes, que categoriza as opiniões apenas como positivas ou negativas, o filme tem um índice de aprovação de 55% calculado com base em 49 comentários dos críticos. Por comparação, com as mesmas opiniões sendo calculadas usando uma média aritmética ponderada, a nota é 5.60/10. O consenso dos críticos diz que "as intenções de Firebird são admiráveis, mas são em grande parte frustradas por uma abordagem frustrantemente silenciosa de sua história de amor central."
Randy Myers em sua crítica para o San Jose Mercury News disse que é "um melodrama brilhante e elegante que voa com paixão e é elevado por fortes valores de produção, performances emocionantes e um arco de história que viaja para destinos inesperados." No Daily Mirror (Reino Unido), Lewis Knight disse que "não é um romance Queer revolucionário de forma alguma, mas é uma história de amor brilhante com convicção e tragédia histórica genuína."